# Télé Caraïbes International Martinique
Télé Caraïbes International Martinique, davantage connue sous le nom de TCI Martinique, est une chaîne de télévision généraliste française commerciale privée de proximité diffusée en Martinique du 1er juin 1993 à fin mai 1996.

## Histoire de la chaîne
Le 14 décembre 1990, le Conseil supérieur de l'audiovisuel procède à un appel à candidatures visant à implanter deux chaînes de télévision privées à caractère local ou régional diffusées en clair en Martinique. Sur les cinq projets concurrents auditionnés le 24 octobre 1991, l'instance, après avis consultatif du conseil régional, autorise le 19 novembre 1991 le projet Télé Caraïbes Internationale Martinique (TCI) porté par la Société Martiniquaise de Télévision, filiale du groupe Radio Caraïbes International, et le projet ATV (Antilles Télévision). À l'instar de ce que fait déjà RCI, le projet de TCI est de mettre en place une télévision régionale diffusant à la fois sur les départements de la Martinique, de la Guadeloupe et de la Guyane afin de mutualiser et réduire ses coûts de fabrication et d'achat de programmes. Le CSA valide donc parallèlement le projet TCI Guadeloupe dans le cadre de son appel à candidature pour l'utilisation de fréquences de diffusion en Guadeloupe.
Télé Caraïbes International Martinique reçoit le 21 janvier 1992 du CSA une autorisation d'émettre sur le département de la Martinique et commence à émettre ses programmes le 1er juin 1993,. C'est la deuxième chaîne de télévision privée créée sur l'île et la première concurrente en termes d'audience pour RFO Martinique. Comme toutes les télévisions privées dans l'outre-mer français, TCI et ATV sont autorisées par le CSA à acheter les programmes des deux chaînes métropolitaines privées TF1 et M6 que ne diffuse pas RFO Martinique. Ces accords leur permettent de faire bénéficier les téléspectateurs martiniquais d'une "continuité territoriale" avec la diffusion en clair des émissions qui font la notoriété des deux grandes chaînes privées métropolitaines, à des horaires adaptés aux habitudes locales. TCI s'axe essentiellement sur la diffusion des programmes de TF1 qu'elle se fait exclusivement expédier par satellite au tarif prohibitif de 170 francs la minute. Mais l'achat de ces programmes représente un coût important pour la chaîne, d'autant que les deux chaînes privées doivent se partager les restes de l'étroit marché publicitaire martiniquais, dont RFO s'adjuge déjà la plus large part, ce qui ne leur laisse que 40 à 50 millions de francs de recette. TCI ne tarde pas à connaître de graves problèmes financiers et enregistre 14 millions de francs de déficit en 1994. De plus, deux ans après son autorisation par le CSA, TCI Guadeloupe n'a toujours pas activé sa licence de diffusion sur la Guadeloupe, ce qui ne permet pas de réaliser les économies d'échelle attendues entre les deux chaînes.
Dès 1995, TCI Martinique est mise en redressement judiciaire. La liquidation judiciaire avec cessation de l'activité est prononcée en mai 1996 et la chaîne cesse d'émettre définitivement à la fin du mois de mai, ce qui permet à sa concurrente ATV de rester la seule télévision commerciale privée de la Martinique tout en enrichissant sa grille des programmes de TF1.

## Identité visuelle
L'habillage d'antenne de la chaîne est produit par la société 3010 X.

### Logo
Le logo de TCI est une adaptation de celui de RCI, le T remplaçant le R.

Logo de Télé Caraïbes International du 1er juin 1993 à fin mai 1996

## Organisation

### Dirigeants
Président-Directeur Général :
- Guy Audenay : 1er juin 1993 - mai 1996

Directeur général et directeur d'antenne :
- Jean-Claude Asselin de Beauville : 1er juin 1993 - mai 1996

Directeur de l'information :
- Jean-Jacques Seymour : 1er juin 1993 - mai 1996

### Capital
À sa création, Télé Caraïbes International Martinique est une société anonyme à conseil d'administration, créée le 28 novembre 1991 et immatriculée au registre du commerce des sociétés de Fort-de-France sous le numéro B383764214, au capital de 381 122,54 euros détenu par la SARL Société Martiniquaise de Télévision (SOMATEL), filiale à parité de la Compagnie Antillaise de Programmes Audiovisuels SA - RCI Martinique et de la Société Guadeloupéenne de Programmes Audiovisuels SA - RCI Guadeloupe.

### Mission
TCI veut être une télévision miroir de la vie locale antillaise et caribéenne et également une télévision ouverte sur le monde.

### Siège
Le siège de Télé Caraïbes International Martinique est alors situé au 3, avenue Condorcet à Fort-de-France.

## Programmes
La grille de programmes de Télé Caraïbes International Martinique se compose d'actualités, de fictions, de magazines, d'émissions de divertissement, de films et de beaucoup de sport. TCI diffuse des productions locales ainsi que des programmes achetés à TF1 et Eurosport France.

### Émissions locales
- Bonsoir chez vous : Journal télévisé martiniquais.
- Chapo Bakoua : émission "divertissement variété".
- Horizon : émission de reportage sur les pays du tiers-monde.
- Le Grand Oral : talk-show hebdomadaire.
- Notre Caraïbe : magazine consacré à la découverte des pays de la Caraïbe.
- Konn'lambi : l'émission des vacances.
- On en parle : émission en direct.
- Payott : émission musicale en créole martiniquais.
- Kannari : émission  "divertissement variété".
- Performances : magazine sportif.

### Audience
TCI prend dès le début la tête de la course à l'audience face à ATV. La tendance s'inverse en 1995, lorsque l'audience de la chaîne, fragilisée par ses dettes et incapable d'investir dans les programmes, s'effondre à 9% au profit de sa concurrente dont l'audience est à 20%.

## Diffusion

### Analogique hertzien
Télé Caraïbes International Martinique fut diffusée pendant quatre ans sur le réseau analogique hertzien UHF SÉCAM K’ du département de la Martinique via quatre émetteurs TDF (canal 36 H à La Trinité-Morne Pavillon, 47 H à Fort-de-France-Morne Bigot, 37 H à Rivière-Pilote-Morne Aca et 55 H au Morne Rouge-L'Aileron) couvrant 85 % du territoire martiniquais.

### Câble
TCI Martinique fut diffusée sur le réseau câblé MTVC (chaîne n° 4) dès son lancement en 1994.